# تيم باين (كاتب للأطفال)
تيم باين (بالإنجليزية: Tim Bain)‏ هو كاتب للأطفال أسترالي، ولد في 13 يونيو 1978 في ملبورن في أستراليا.

## وصلات خارجية
- تيم باين على موقع IMDb (الإنجليزية)